# Chloropsis flavipennis
Verdinho-filipino ou verdim-filipino (Chloropsis flavipennis) é uma espécie de ave da família Chloropseidae.
É endémica das Filipinas.
Os seus habitats naturais são: florestas subtropicais ou tropicais húmidas de baixa altitude.
Está ameaçada por perda de habitat.